# 松崎信
松崎 信（まつざき まこと、1945年 - 2022年）は、日本の会計学者。千葉商科大学会計大学院名誉教授、公認会計士、監査法人トーマツ代表社員。

## 人物
千葉商科大学商経学部、東京大学大学院経済学研究科経営学専門課程修士課程を経て、監査法人トーマツに入社し、その後、公認会計士となる。監査法人トーマツ代表社員、母校の千葉商科大学の会計大学院で教授を務めた。

## 著書
- 『会計監査国際化の実務』(共著)（中央経済社、1981年）
- 『現代会計ケーススタディー』(共著)（中央経済社、1992年）
- 『商法における連結計算書類導入に伴う諸問題』(共著)（中央経済社、2003年）
- 『執行役員制度の導入をめぐる諸問題』 （Business Transformation Vol.4 トーマツリサーチセンター、1999年）
- 『商法計算規定の改正と開示の動向』 （Business Transformation Vol.9 トーマツリサーチセンター、2001年）